# Signum (Rom)

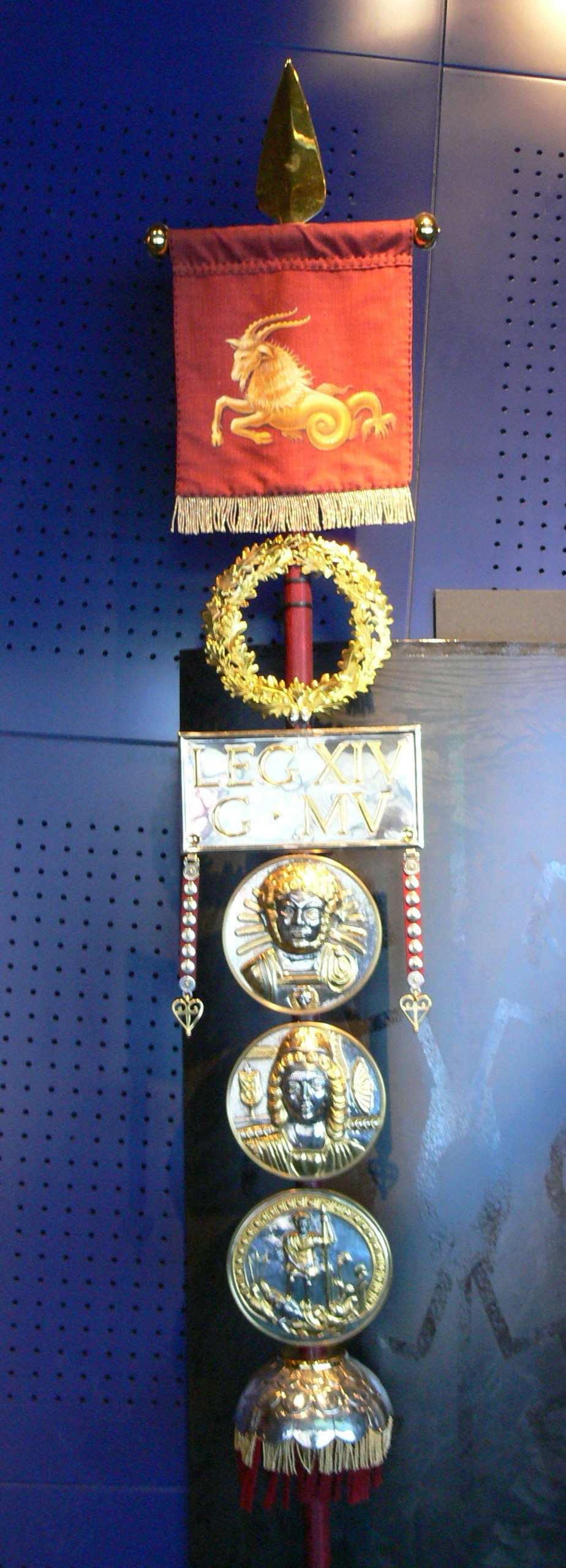
Nachbildung einer Standarte mit Vexillum der Legio XIV Gemina, Römermuseum Petronell (Niederösterreich)

Ein Signum (lateinisch; Plural signa) war das Feldzeichen bzw. die Standarte römischer Truppeneinheiten, insbesondere der römischen Legionen. Besonders die Standarte der Manipel wurde als signum bezeichnet. Sie hatte ursprünglich die Form einer hölzernen Hand auf einer Stange und wurde später durch eine Fahne (vexillum) an einer Querstange ergänzt, dieses wiederum durch eine Metallplatte mit dem Namen der Einheit.
Daneben war signum die zusammenfassende Bezeichnung für alle Arten von Feldzeichen der römischen Armee, also insbesondere die Legionsadler und die vexilla (Plural von vexillum) der Kohorten.
Bei allen römischen Feldzeichen mit Ausnahme der Aquilae (Legionsadler) wurden scheibenförmige Auszeichnungen, die die jeweilige Einheit erhalten hatte, an der Stange angebracht.

## Nutzen
- Orientierung

Die Soldaten eines Manipels konnten sich im Gefecht um ihr Feldzeichen versammeln und verloren so nicht den Anschluss an ihre Kameraden. Für diese Aufgabe wurden nur die mutigsten Soldaten als Signifer (Standartenträger) ausgewählt, dies war somit eine besondere Auszeichnung.
Von besonderer Bedeutung war das Signum für den Feldherrn, weil es bei einer offenen Feldschlacht schwierig war, die Übersicht über das Kampfgeschehen zu behalten und rechtzeitig zu erkennen, wo es Probleme gab, die das Eingreifen weiterer Truppenteile, die als Reserve bereitgehalten wurden, zur Verstärkung erforderlich machten.
- Motivation

Ähnlich wie ein Banner  war das Signum wohl auch eine Motivationsquelle und der Verlust ein Zeichen der Schande. Im Gefecht wurde deshalb um das Feldzeichen des Gegners erbittert gekämpft, während das eigene Exemplar um jeden Preis zu verteidigen war.

## Galerie

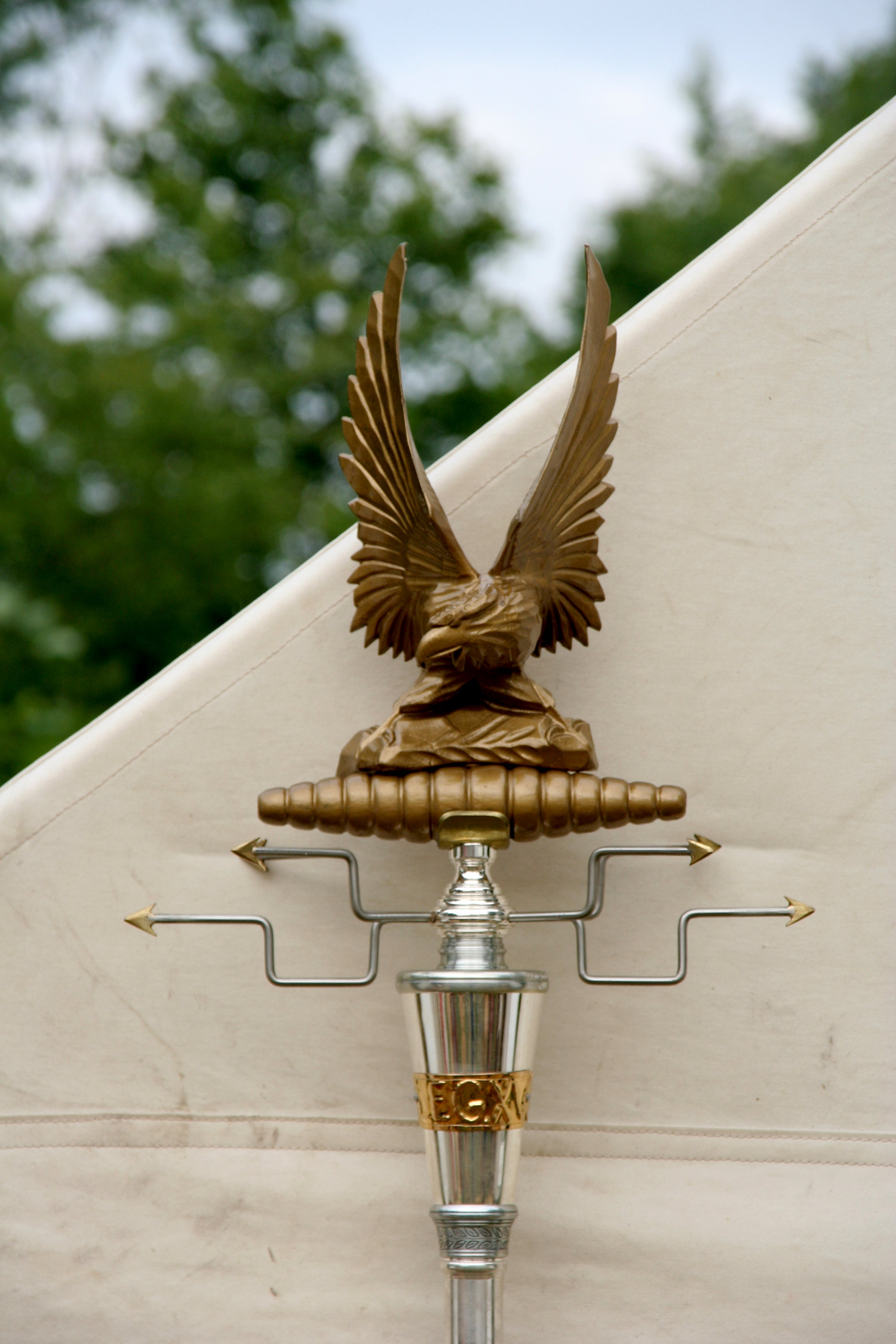
Nachbildung eines Legionsadlers
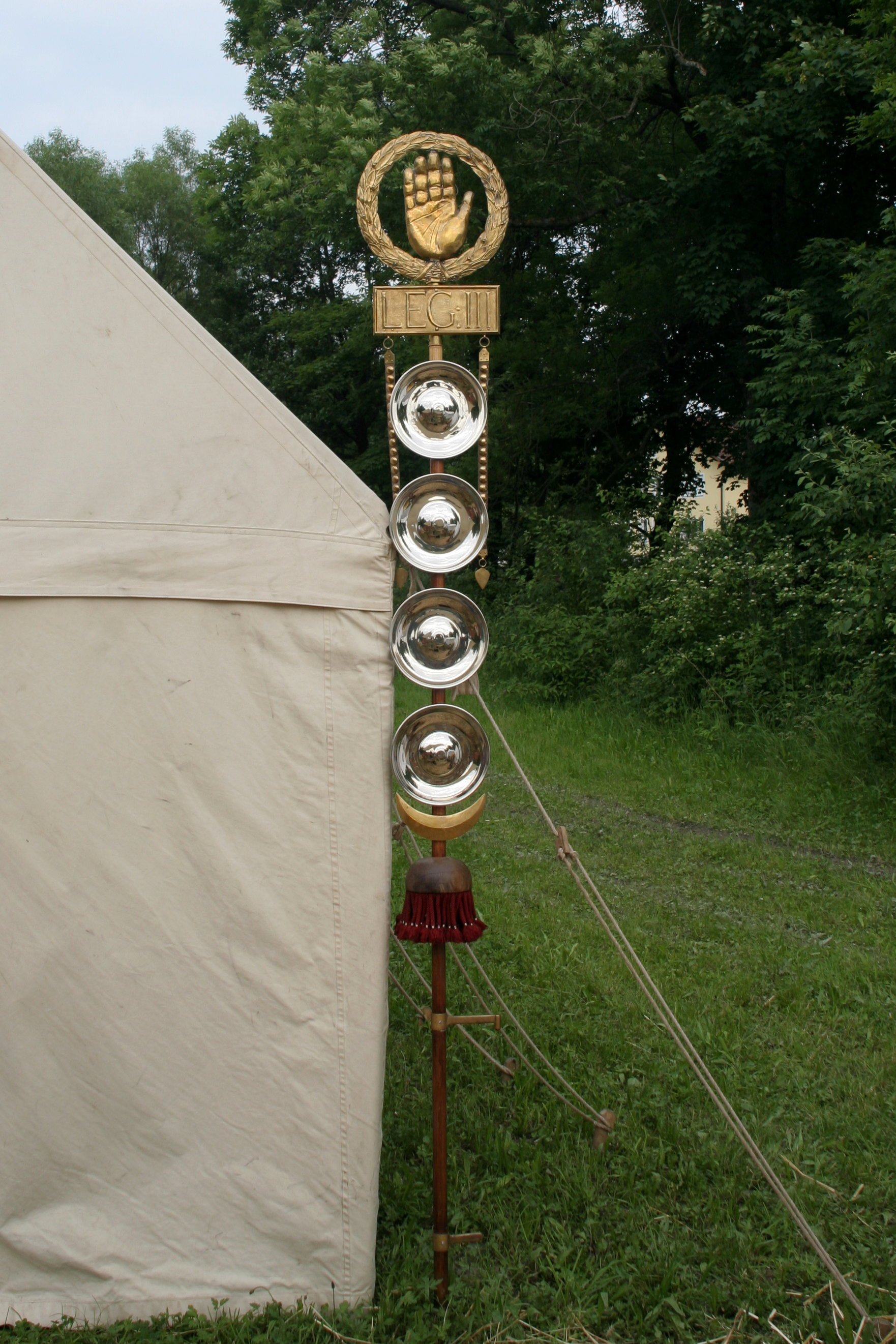
Nachbildung eines Signums
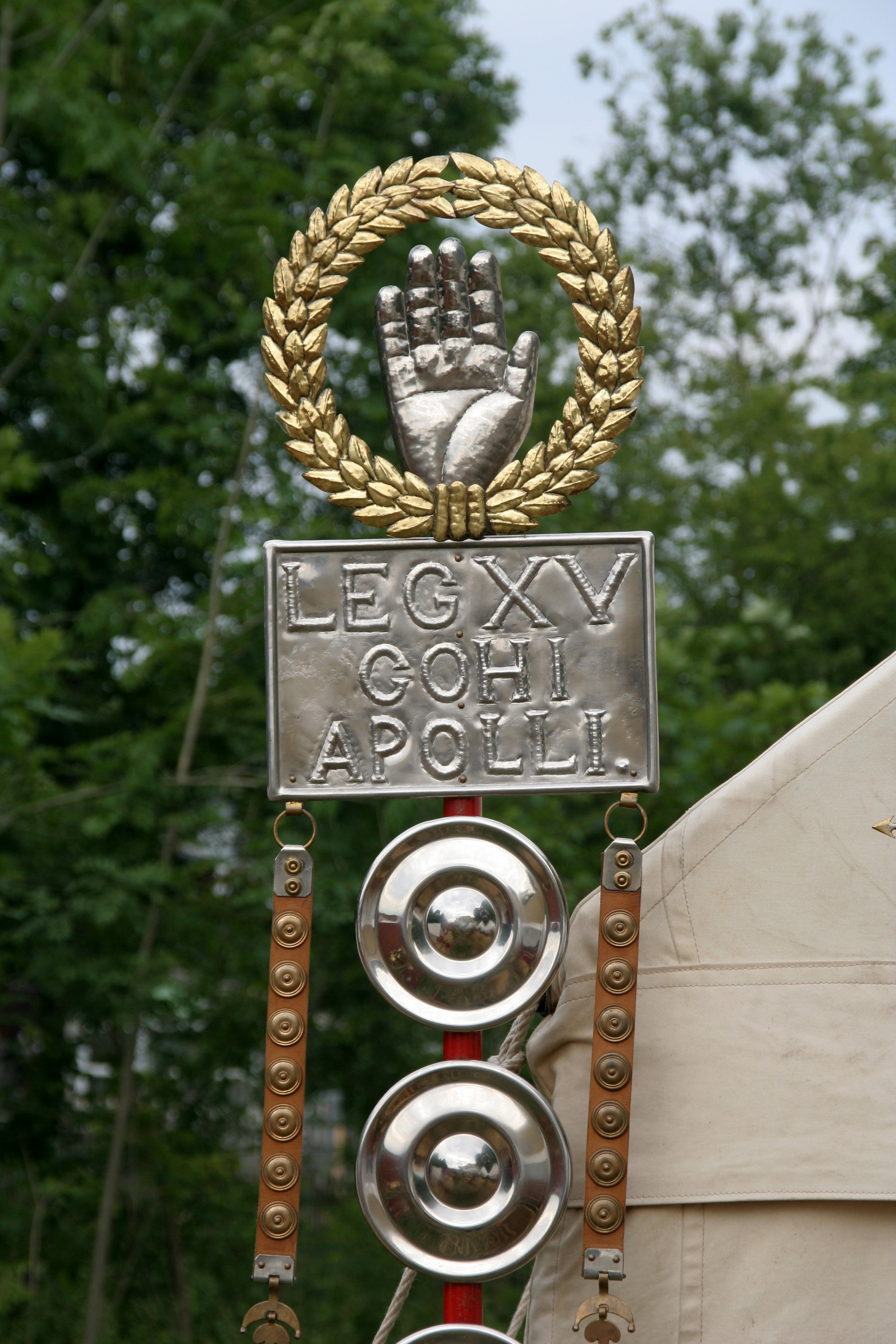
Nachbildung eines Signums (Detail)
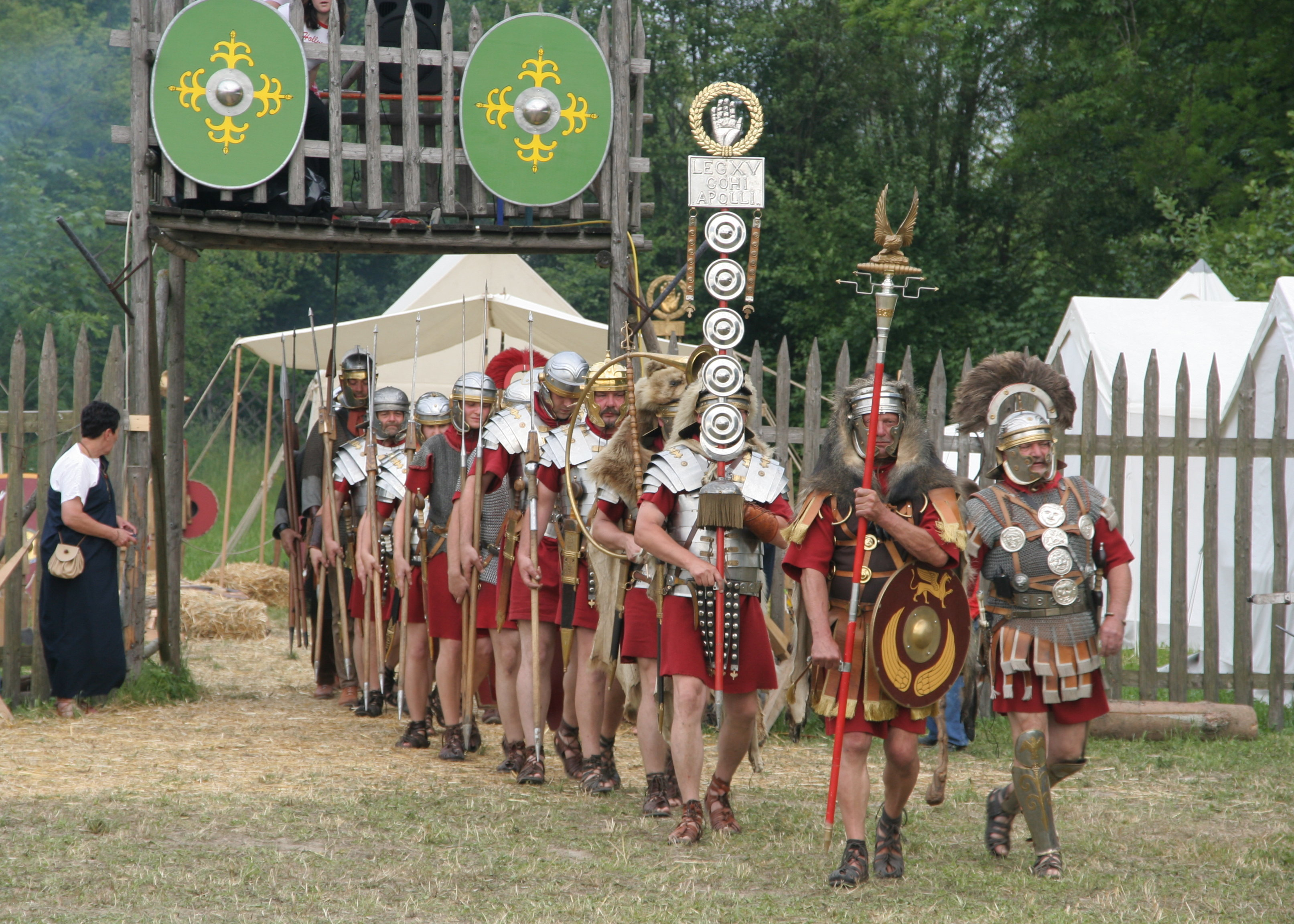
Nachbildungen von Legionsadler und Signum
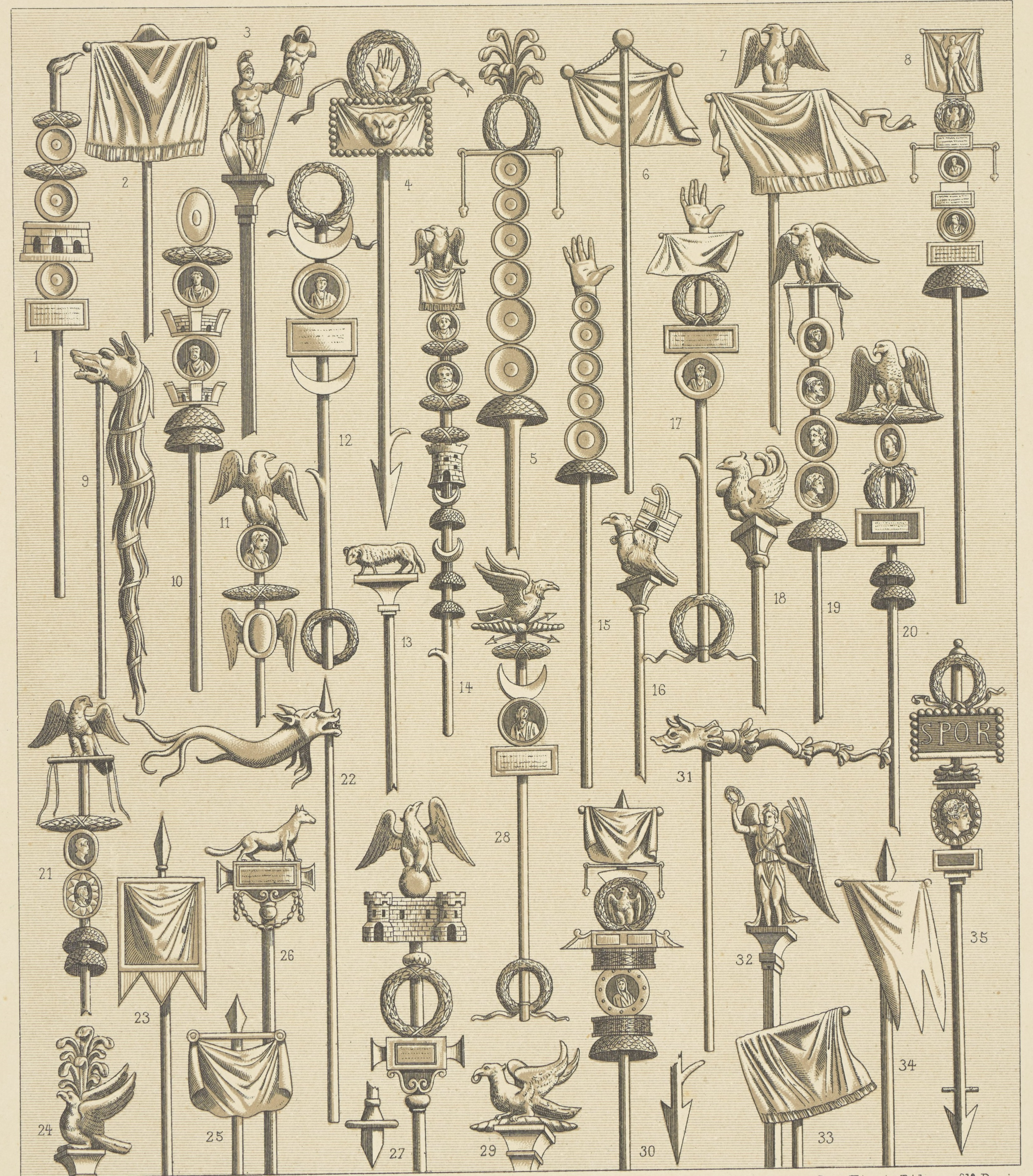
Unter den Signa befanden sich auch solche mit S.P.Q.R. Hoheitszeichen (siehe Nr. 35)
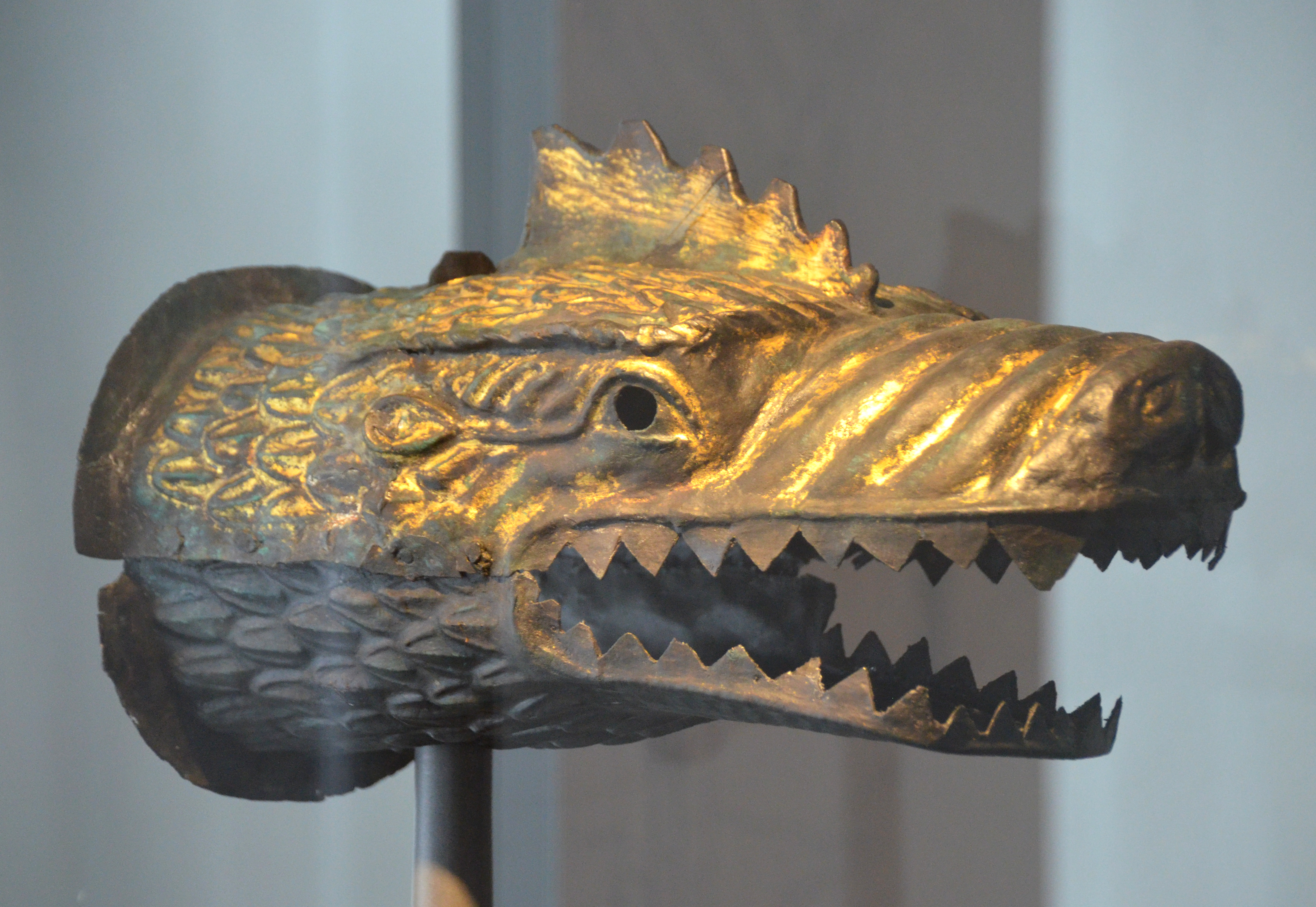
Der einzige voll erhaltene Aufsatz einer römischen Drachenstandarte der Reiterei, gefunden im Vicus des Kastells Niederbieber, heute im Landesmuseum Koblenz